# نوغاتا (نيزك)
نيزك نوغوتا (باليابانية: 直方 أو Nōgata) هو أقدم نيزك في التاريخ سقط على الأرض ولا زال يحتفظ به. تم اكتشافه في معبد شنتو في نوغاتا في جزر كيوشو في اليابان. لا يزال حتى الآن في الحفظ.

## التاريخ
سقط هذا النيزك في 19 مايو 861 في نوغاتا محدثا حفرة في حديقة معبد شنتو. تناقلت الأجيال شفهيا من جيل إلى جيل خبر النيزك حيث تقول أن سقوط هذا النيزك رافقه سهم ضوئي ورعد. يزن هذا النيزك 472 غرام مغطى بقشرة سوداء تميزه. تم الاحتفاظ به وقتها في علبة خشبية منحوت عليها تاريخ سقوطه.

رئيس كهنة الضريح راسل في 1922 مختص أكد له الأصل النيزكي للحجر، ولكن سقط هذا الكلام وتم نسيانة مع الزمن حتى تكلم عنه في الأذاعة سنة 1979 حيث سمعه الدكتور موراياما من متحف طوكيو الوطني للطبيعة والعلوم. هذا الباحث تلقى ترخيصا بأخذ عينة وتم دراستها في المخبر. تم تصنيف نوغوتا من نوع كوندريت من فئة الكوندريت العادي ومن مجموعة L6 وتأريخه الإشعاعي يؤكد رجوعة لسنة 861 كما تناقلها الأجيال شفهيا.

## مقالات ذات صلة
- حجر نيزكي.